# MTV Unplugged (Katy Perry)
MTV Unplugged è il primo album dal vivo della cantante statunitense Katy Perry, pubblicato il 17 novembre 2009 dalla Capitol Records.

## Descrizione
Comprende 7 canzoni cantate unplugged durante un concerto di Katy Perry tenutosi nell'appuntamento dedicato alla cantante della serie MTV Unplugged. L'album comprende tutti i più grandi successi della cantante riarrangiati in chiave acustica come I Kissed a Girl, Waking Up in Vegas, e Thinking of You, una cover dei Fountains of Wayne, Hackensack ed alcuni inediti scritti dalla stessa autrice come Lost e Brick By Brick. Nel DVD sono compresi alcuni inserti speciali.

## Tracce
1. I Kissed a Girl – 3:01 (Katy Perry, Lukasz Gottwald, Max Martin, Cathy Dennis)
2. Ur So Gay – 3:39 (Katy Perry, Greg Wells)
3. Hackensack – 2:58 (Chris Collingwood, Adam Schlesinger)
4. Thinking of You – 4:10 (Katy Perry)
5. Lost – 4:15 (Katy Perry, Ted Bruner)
6. Waking Up in Vegas – 3:20 (Katy Perry, Desmond Child, Andreas Carlsson)
7. Brick by Brick – 4:50 (Katy Perry, Greg Wells)

## Classifiche
| Classifica (2009) | Posizione massima |
| ----------------- | ----------------- |
| Francia           | 192               |
| Stati Uniti       | 168               |
| Svizzera          | 82                |